# Я слышала пение русалок
«Я слышала пение русалок» (англ. I’ve Heard the Mermaids Singing) — канадская мелодрама 1987 года режиссёра Патрисии Розема.

## Сюжет
Полли живёт одна, у неё нет друзей, и её основное увлечение — совершать поездки на велосипеде и фотографировать то, что она видит. Кадровое агентство посылает её секретаршей в частную художественную галерею, принадлежащую Габриэль. Несмотря на то, что Полли кажется немножко «не от мира сего», Габриэль берёт её на работу и хочет, чтобы она осталась у ней и дальше.
К Габриэль возвращается её старая возлюбленная — Энн-Мари, художница. Несмотря на сомнения Габриэль, они восстанавливают свои отношения. Полли, которая немножко влюблена в Габриэль, анонимно посылает Габриэль свои снимки. Но её ждёт удар, когда Габриэль отзывается об этих фотографиях пренебрежительно, оценив их как «примитивные».
Однажды, под влиянием настроения и алкоголя, Габриэль показала Полли картину Мари, выдав её за свою собственную. В восторге от картины, Полли, не предупредив Габриэль, показала её журналисту, специализирующемуся на искусстве. К тому моменту, когда Габриэль узнала об этом, его крайне хвалебный отзыв уже был опубликован, и картина быстро стала модной темой в художественных кругах Торонто. Габриэль не смогла открыть правду.
Когда, подслушав разговор Мари и Габриэль, Полли узнала об этом, она под влиянием эмоций схватила чашку и выплеснула её содержимое в лицо Габриэль. Только после этого она поняла, что в чашке была не вода, а очень горячий чай. Понимая, что сделала что-то непоправимое, она скрывается у себя в квартире и записывает на видео рассказ обо всей истории, готовясь к приходу к полиции в уверенности, что её вот-вот арестуют.
Но вместо полиции к Полли приходят Мэри и Габриэль, чтобы извиниться и оправдаться перед ней. Там они обнаруживают, что фотографии, отвергнутые Габриэль, сделала Полли. Фильм заканчивается тем, как, рассматривая снимки, все втроём они попадают в чудесный лес — мир фантазий Полли.

## В ролях
| В ролях             |  | Персонаж        |
| ------------------- |  | --------------- |
| Шейла Маккарти      |  | Полли Вандерсма |
| Поль Бейларже       |  | Габриэль        |
| Энн-Мари Макдональд |  | Мари Жозеф      |

## Награды
Фильм получил следующие награды:
| Награды                | Награды | Награды            | Награды                                                                                              | Награды                      |
| ---------------------- | ------- | ------------------ | --- | ---------------------------- |
| Фестиваль / Премия     | Год     | Награда            | Категория                                                                                            | Победитель                   |
| Каннский кинофестиваль | 1987    | Award of the Youth | Иностранный фильм                                                                                    | Патрисия Розема              |
| Genie Awards           | 1988    | Genie              | Best Performance by an Actress in a Leading Role Best Performance by an Actress in a Supporting Role | Шейла Маккарти Поль Бейларже |

## Интересные факты
- Любимая песня Полли — знаменитый «Дуэт цветов» (Sous le dôme épais) из оперы Лео Делиба «Лакме», встречающийся во множестве фильмов.